# Doppelgänger (2023)
Doppelgänger (auch Doppelgänger. Sobowtór) ist ein Psychothriller von Jan Holoubek. Die Premiere des Films erfolgte im September 2023 beim Polnischen Filmfestival Gdynia, der Kinostart in Polen Ende des Monats.

## Handlung
Zur Zeit des Kalten Krieges. Ein junger Mann wurde vom polnischen Geheimdienst als Spezialagent nach Straßburg entsendet. Er sucht eine Frau namens Helga auf und stellt sich dieser als ihr Sohn Hans vor, den sie 30 Jahre zuvor in Polen zur Adoption freigegeben hatte. Helga stirbt kurze Zeit später, und Hans lebt fortan bei seinem Onkel Helmut Steiner und dessen Tochter Nina. Er ist vom Leben im Westen fasziniert und arbeitet als Angestellter für eine europäische, politische Organisation. So gelangt er an geheime Informationen über die polnische Gemeinschaft in Straßburg und die von ihr unterstützte Solidarność-Opposition.
Dann jedoch beschließt ein junger Ingenieur der Danziger Werft, der von Adoptiveltern aufgezogen wurde, seine leibliche Mutter zu finden. Sein Name ist Jan Bitner. Er weiß nicht, dass ein anderer Mann, der eigentlich Józef Wieczorek heißt und sich als Hans ausgibt, seine Identität nutzt, um für den polnischen Geheimdienst zu spionieren.

## Produktion

### Filmstab und Besetzung
Regie führte Jan Holoubek. Das Drehbuch schrieb Andrzej Gołda, mit dem Holoubek bereits für sein Spielfilmdebüt 25 Jahre Unschuld zusammenarbeitete, wofür Gołda 2021 beim Polnischen Filmpreis eine Nominierung für seine Arbeit erhielt. Auch Produzentin Anna Wasniewska-Gill war bereits bei diesem Film an Bord.

### Besetzung und Dreharbeiten

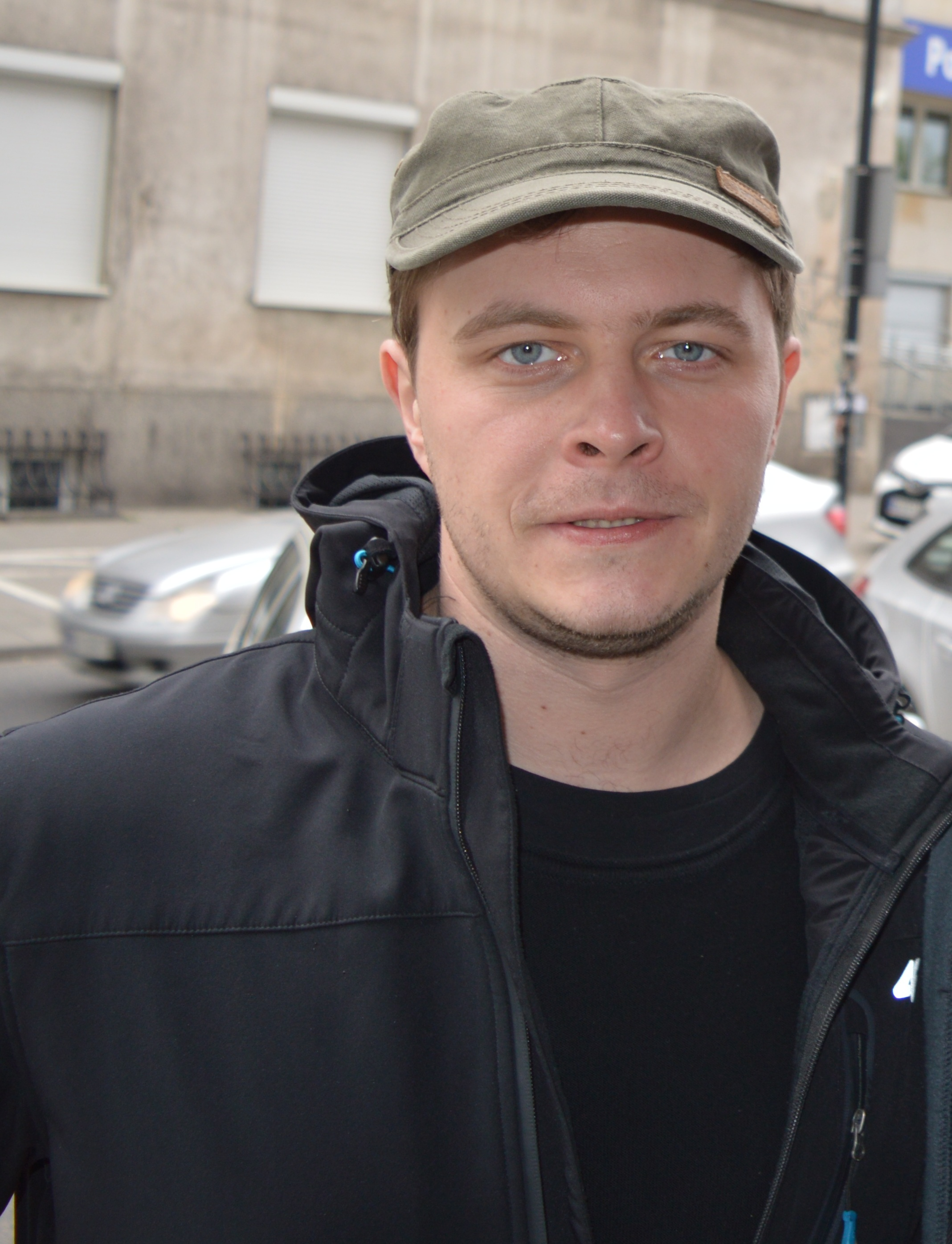
Tomasz Schuchardt spielt den Ingenieur Jan Bitner, der in der Danziger Werft arbeitet

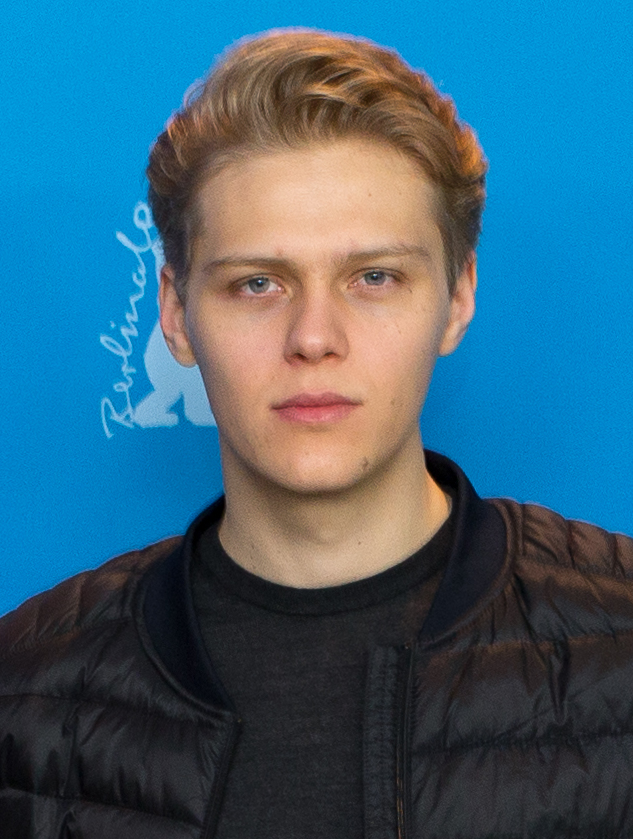
Jakub Gierszał spielt Hans, der auf der anderen Seite des Eisernern Vorhangs lebt und seine Identität gestohlen hat

Tomasz Schuchardt und Jakub Gierszał spielen in den Titelrollen Jan Bitner und Józef Wieczorek, der sich in Straßburg als Hans Steiner ausgibt. Nathalie Richard spielt Helga, als deren Sohn sich Hans in Straßburg vorstellt. Joachim Raaf spielt seinen Onkel Helmut und Emily Kusche, bekannt aus der Fernsehserie Sløborn, dessen Tochter Nina, bei denen Hans in Straßburg lebt. Katarzyna Herman spielt seine Vorgesetzte. Des Weiteren auf der Besetzungsliste finden sich Wiktoria Gorodeckaja, Andrzej Seweryn, Jessica McIntyre und Sławomira Łozińska.

### Dreharbeiten, Filmschnitt und Szenenbild
Doppelgänger erhielt vom Polnischen Filminstitut eine Produktionsförderung in Höhe von zwei Millionen PLN. Gedreht wurde unter anderem in der Dreistadt Danzig/Gdingen/Zoppot, in Warschau, in Bydgoszcz und Toruń, auf der Halbinsel Hel sowie in kleineren Städten Niederschlesiens und in der lettischen Hauptstadt Riga. Die Stadt Breslau diente Straßburg als Kulisse, wo Hans im Film lebt und arbeitet. Die Aufnahmen wurden nach 40 Drehtagen im August 2021 beendet. Als Kameramann fungierte Bartlomiej Kaczmarek.
Den Filmschnitt übernahm Rafał Listopad, der wie Kaczmarek bereits für Holoubeks 25 Jahre Unschuld tätig war. Das Szenenbild entwarf Marek Warszewski. Für die Kostüme zeichnete Weronika Orlińska verantwortlich.

### Veröffentlichung
Die Premiere des Films erfolgte am 18. September 2023 beim Polnischen Filmfestival Gdynia, der Kinostart in Polen am 29. September 2023. Im November 2023 wurde er beim Braunschweig International Film Festival und bei Camerimage vorgestellt.

## Rezeption

### Kritiken
Paweł Piotrowicz schreibt in seiner Kritik bei Onet.pl, Doppelgänger habe etwas von Filmen von Alfred Hitchcock und Roman Polański, aber auch den Sensations- und Spionagegeist alter polnischer Comics, wie etwa von Jerzy Wróblewski. Vielleicht habe der Film hierdurch etwas zu viel Ehrgeiz, wenn er versucht, gleichzeitig ein Thriller, ein Sozialdrama, eine Geschichte über eine schwierige Liebe, ein Zeugnis der Grausamkeiten des Totalitarismus und ein Moralstück zu sein.
Bartosz Staszczyszyn zeigt sich in seiner Kritik für culture.pl fasziniert von der Dichotomie dieser beiden im Film von Szenenbildner Marek Warszewski erweckten Welten, wo die farbenfrohe Realität Frankreichs in den 1970er- und 1980er-Jahren den grauen Straßen in Polen gegenübergestellt wird. Bartlomiej Kaczmareks Kameraarbeit habe diese Welt körnig und leicht verblasst eingefangen, als stammten die Aufnahmen aus einem Spionage- oder Krimiklassiker der 1970er Jahre. Der Geschichte dieser beiden Männer, die diesseits und jenseits des Eisernen Vorhangs leben, gehe nach einer großartigen Exposition allerdings die Luft aus. Es sei schade, dass es den Drehbuchautoren nicht gelungen sei, diese Geschichte über einen James Bond aus der Volksrepublik Polen auf einem klaren Kurs zu halten, da sie interessanter hätte ausfallen können.

### Auszeichnungen

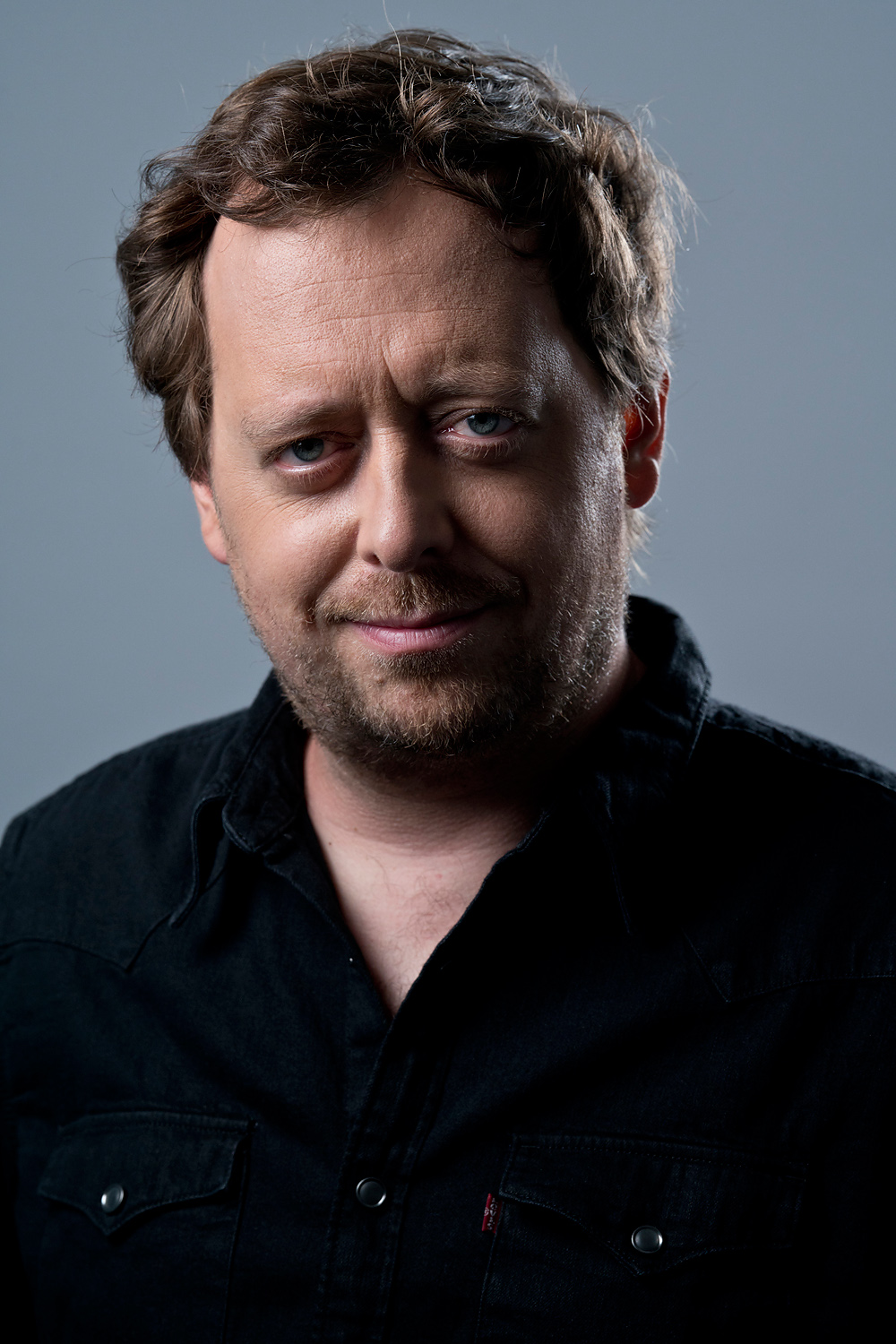
Regisseur Jan Holoubek

Braunschweig International Film Festival 2023
- Nominierung im Hauptwettbewerb[11]

Camerimage 2023
- Auszeichnung mit dem Goldenen Frosch im Polnischen Wettbewerb (Bartłomiej Kaczmarek und Jan Holoubek)[12]

Cleveland International Film Festival 2024
- Nominierung im George Gund III Memorial Central and Eastern European Film Competition[13]

Krakow Film Music Festival 2024
- Nominierung im Polish Soundtrack of the Year Competition (Jan Komar)[14]

Polnischer Filmpreis 2024
- Auszeichnung als Bester Nebendarsteller (Tomasz Schuchardt)[15]

Polnisches Filmfestival Gdynia 2023
- Auszeichnung für die Beste Regie (Jan Holoubek)
- Auszeichnung für die Beste männliche Nebenrolle (Tomasz Schuchardt)
- Auszeichnung für die Beste Kamera (Bartłomiej Kaczmarek)
- Auszeichnung für die Besten Kostüme (Weronika Orlińska)
- Auszeichnung für das Beste Szenenbild (Marek Warszewsk)
- Nominierung als Bester Film für den Goldenen Löwen (Jan Holoubek und Anna Wasniewska-Gill)[16][17]